# A. O. Neville

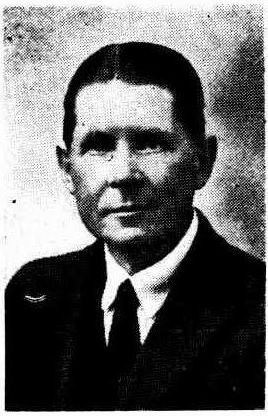

Auber Octavius Neville, besser bekannt als A. O. Neville, (* 20. Oktober 1875 in Northumberland; † 18. April 1954 in Perth) war Beamter im öffentlichen Dienst von Western Australia, wurde 1915 zum Chief Protector of Aborigines und von 1936 bis 1940 zum Leiter der Behörde für Aborigine-Angelegenheiten (Commissioner for Native Affairs) ernannt.

## Leben
A. O. Neville wurde im Vereinigten Königreich geboren, wanderte jedoch im Kindesalter mit seiner Familie nach Australien aus. 1897 zog er nach Western Australia und wurde Beamter im öffentlichen Dienst und war zuständig für die Einwanderung von 40.000 Briten. Rasch machte er dort Karriere und wurde 1915 Chief Protector of Aborigines für Western Australia bestimmt.
Chief Protector of Aborigines
Neville übernahm diese Aufgabe von dem seines Amtes enthobenen Chief Protector Henry Charles Prinsep und entwickelte dessen Konzept der sogenannten Native Cattle Stations (Indigene Viehstationen) in perfider Weise weiter, in dem er Aborigines-Kinder und Half castes (Halb-Aborigine und Halb-Weiß), die bisher in Aborigines-Missionsstation von ihm deportiert worden waren, erneut aus Kostengründen umsiedelte wie beispielsweise in die größte derartige Viehstation Moola Bulla Station. Dort wurden sie unter die Erziehungsgewalt des weißen Stationsverwalters gestellt. Auch behielt er das Konzept der Bezahlung von Arbeitsleistungen in Naturalien an Aborigines in den Native Cattle Stations bei, obwohl er selbst für eine Erstattung in Form von Löhnen war. Es dauerte bis Anfang der 1950er Jahre, bis es zur Auszahlung von Minimallöhnen an die Aborigines kam. Die Aborigines mussten sich in dieser Form verdingen, um zu überleben. Sie hatten keine andere Chance. Damit trug Neville zur weiteren Pauperisierung der Aborigines bei und vertrat somit ausschließlich die Interessen der weißen Viehzüchterindustrie und die der Staatskasse von Western Australia.
Politik-Verständnis
Ursprünglich war die Aufgabe des Protectors, Rechte der Ureinwohner Australiens zu wahren und umzusetzen und Missstände und Gewalt gegen sie abzuwehren. Im Laufe der Jahre jedoch wandelte sich in einigen Staaten Australiens die Arbeit hin zur „sozialen Kontrolle“ über die Aborigines. Die Protectors bestimmten nun, wo und wie die Aborigines zu leben hatten, bis hin zur Entscheidung, ob und wen sie heiraten durften. Bis zu seinem Ruhestand 1940 bestimmte A. O. Neville fortan das Leben vor allem der Mischlingskinder, Kindern von Weißen und Aborigines. Per Gesetz war er nun der Vormund aller Aborigine-Abkömmlinge und sammelte sie gegen den Willen ihrer Familien in Erziehungsheimen, wo sie unter der Kontrolle meist kirchlicher Organisationen sehr konservativ erzogen wurden. Ziel dieser Maßnahme war die Entfremdung der Kinder von ihren Familien und ihren Aborigine-Traditionen, um sie so besser in das „zivilisierte Leben der Weißen“ integrieren zu können, zumeist jedoch als Dienstboten und Farmhelfer.
Neville war überzeugter Anhänger der zu dieser Zeit vor allem in der westlichen Welt populären Eugenik und der vertrat eine White Australia Policy. Er glaubte, dass die Rasse der Aborigines durch immerwährende Mischung mit „weißem“ Blut langsam verdrängt werden könnte. Vor einem Untersuchungsausschuss 1934 verteidigte er vehement seine Politik der Zwangsumsiedlung, Trennung der Kinder von ihren Familien und die konservativen Erziehungsmethoden mit Überwachung, Disziplin und Bestrafung, indem er argumentierte, dass „sie [die Aborigines] vor sich selbst geschützt werden müssen, ob sie es mögen oder nicht. Sie können nicht nachvollziehen, wie sie sind. Das Krankhafte aber muss aus einem Körper heraus, damit das Gesunde überleben kann, auch gegen den Willen des Patienten“.
Gegen Ende seiner Laufbahn publizierte Neville in seinem Buch „Australia’s Coloured Minority“ seine Ansichten der „biologischen Absorption der Aborigines in die weiße Rasse“ und war bis zu seinem Lebensende ein Verfechter dieser Theorie. Seine Praxis wurde bis Anfang der 1970er-Jahre fortgeführt. Unter dem Begriff „The Stolen Generations“ (engl. für Die gestohlenen Generationen) wurde dieses Kapitel australischer Geschichte ein Synonym für den Rassismus gegen die Ureinwohner des fünften Kontinents.

## Medien
2002 erschien mit Long Walk Home ein Film über die Thematik der Aborigine-Kinder und Mischlinge. Der Nordire Kenneth Branagh verkörperte hier den A. O. Neville. Über die Person Nevilles sagte er: „Er war das klassische Produkt des britischen Empires in seiner Endphase. Als echter Bürokrat war er von der patriarchalischen, interventionistischen Politik überzeugt. Oberste Priorität hatte für ihn, so genannte mindere Rassen durch zwanghafte Assimilierung zu besseren Menschen zu erziehen.“